# Thân vương quốc Elba
Thân vương quốc Elba (tiếng Ý: Principato d'Elba) là một chế độ quân chủ không cha truyền con nối được thành lập bởi Hiệp ước Fontainebleau vào ngày 11 tháng 04 năm 1814. Nhà nước này tồn tại kéo dài chưa đầy một năm và nhà cai trị đầu tiên cũng như duy nhất của nó là cựu hoàng đế của Đệ Nhất Đế chế Pháp Napoléon Bonaparte, người sẽ trở lại cai trị ở Nước Pháp trong Triều đại 100 ngày và Thân vương quốc cũng bị giải thể.
Trước khi đảo Elba được lập ra như một thân vương quốc thì nó là một phần của Thân vương quốc Lucca và Piombino, hoàng đế Napoleon I lập ra vào năm 1805 để trao cho em gái mình là Élisa Bonaparte. 